# Auriolles
Auriolles là một xã của tỉnh Gironde, thuộc vùng Nouvelle-Aquitaine, tây nam nước Pháp.